# Lusseray
Lusseray és un municipi francès situat al departament de Deux-Sèvres i a la regió de la Nova Aquitània. L'any 2007 tenia 170 habitants.

## Demografia

### Població
El 2007 la població de fet de Lusseray era de 170 persones. Hi havia 72 famílies de les quals 20 eren unipersonals (8 homes vivint sols i 12 dones vivint soles), 32 parelles sense fills i 20 parelles amb fills.
La població ha evolucionat segons el següent gràfic:
Habitants censats

### Habitatges
El 2007 hi havia 88 habitatges, 79 eren l'habitatge principal de la família, 4 eren segones residències i 6 estaven desocupats. Tots els 88 habitatges eren cases. Dels 79 habitatges principals, 70 estaven ocupats pels seus propietaris, 7 estaven llogats i ocupats pels llogaters i 2 estaven cedits a títol gratuït; 4 tenien dues cambres, 8 en tenien tres, 14 en tenien quatre i 53 en tenien cinc o més. 67 habitatges disposaven pel capbaix d'una plaça de pàrquing. A 34 habitatges hi havia un automòbil i a 40 n'hi havia dos o més.

### Piràmide de població
La piràmide de població per edats i sexe el 2009 era:
| Homes | Edats   | Dones |
| ----- | ------- | ----- |
| 0     | 95 o +  | 0     |
| 0     | 90 a 94 | 0     |
| 0     | 85 a 89 | 0     |
| 8     | 80 a 84 | 4     |
| 4     | 75 a 79 | 8     |
| 0     | 70 a 74 | 0     |
| 8     | 65 a 69 | 4     |
| 4     | 60 a 64 | 4     |
| 4     | 55 a 59 | 8     |
| 4     | 50 a 54 | 0     |
| 12    | 45 a 49 | 0     |
| 4     | 40 a 44 | 12    |
| 12    | 35 a 39 | 4     |
| 8     | 30 a 34 | 8     |
| 0     | 25 a 29 | 0     |
| 4     | 20 a 24 | 4     |
| 8     | 15 a 19 | 0     |
| 4     | 10 a 14 | 4     |
| 0     | 5 a 9   | 8     |
| 8     | 0 a 4   | 4     |

## Economia
El 2007 la població en edat de treballar era de 104 persones, 84 eren actives i 20 eren inactives. De les 84 persones actives 81 estaven ocupades (44 homes i 37 dones) i 3 estaven aturades (3 dones i 3 dones). De les 20 persones inactives 10 estaven jubilades, 5 estaven estudiant i 5 estaven classificades com a «altres inactius».

### Ingressos
El 2009 a Lusseray hi havia 78 unitats fiscals que integraven 189 persones, la mediana anual d'ingressos fiscals per persona era de 17.385 €.

### Activitats econòmiques
Dels 4 establiments que hi havia el 2007, 1 era d'una empresa de construcció, 1 d'una empresa de comerç i reparació d'automòbils, 1 d'una empresa immobiliària i 1 d'una empresa classificada com a «altres activitats de serveis».
L'únic servei als particulars que hi havia el 2009 era un paleta.
L'any 2000 a Lusseray hi havia 10 explotacions agrícoles que ocupaven un total de 924 hectàrees.

## Poblacions més properes
El següent diagrama mostra les poblacions més properes.